# Zlecenie na śmierć
Zlecenie na śmierć (oryg. Icarus, ang. Killing Machine) – amerykańsko-kanadyjski film akcji z 2010 roku w reżyserii Dolpha Lundgrena. Zdjęcia kręcono w Los Angeles, Vancouver i Sydney.

## Fabuła
Były płatny zabójca KGB, Edward Genn, pseudonim "Ikar", po latach sam staje się celem "do odstrzału". Aby przeżyć i chronić tych, których kocha, musi stawić czoła demonom przeszłości. Film ukazuje jak daleko może posunąć się jeden człowiek, kiedy zemsta to za mało by wyrównać rachunki.

## Obsada
- Dolph Lundgren − Edward Genn/Icarus
- Stefanie von Pfetten − Joey
- Samantha Ferris − Kerr
- David Lewis − pan Graham
- Bo Svenson − Vadim
- Lindsay Maxwell − April
- Monique Ganderton − Kim
- John Tench − Sergei
- Dan Payne − Dave
- Brad Loree − płatny zabójca
- Katelyn Mager − Taylor
- Marian Koprada − młody Vadim